# La tredicesima vergine
La tredicesima vergine (Die Schlangengrube und das Pendel) è un film del 1967, diretto dal regista Harald Reinl.

## Trama
In passato un vampiro aveva cercato di diventare immortale uccidendo tredici vergini, ma riuscì a ucciderne solo dodici e quella che sarebbe stata la tredicesima riuscì a farlo giustiziare. 

Il vampiro adesso è tornato in vita e invita i discendenti della tredicesima vergine al suo castello per ucciderli.